# تيو
تيو، المعروف أيضًا باسم تيووي، كان ملكاً حَكَم دلتا النيل في عصر ما قبل الأسرات. ذُكر في نقوش حجر باليرمو مع عدد صغير من ملوك مصر السفلى، ولا يعرف أي شيء آخر عن حياته أو عهده.